# Синьтяньди

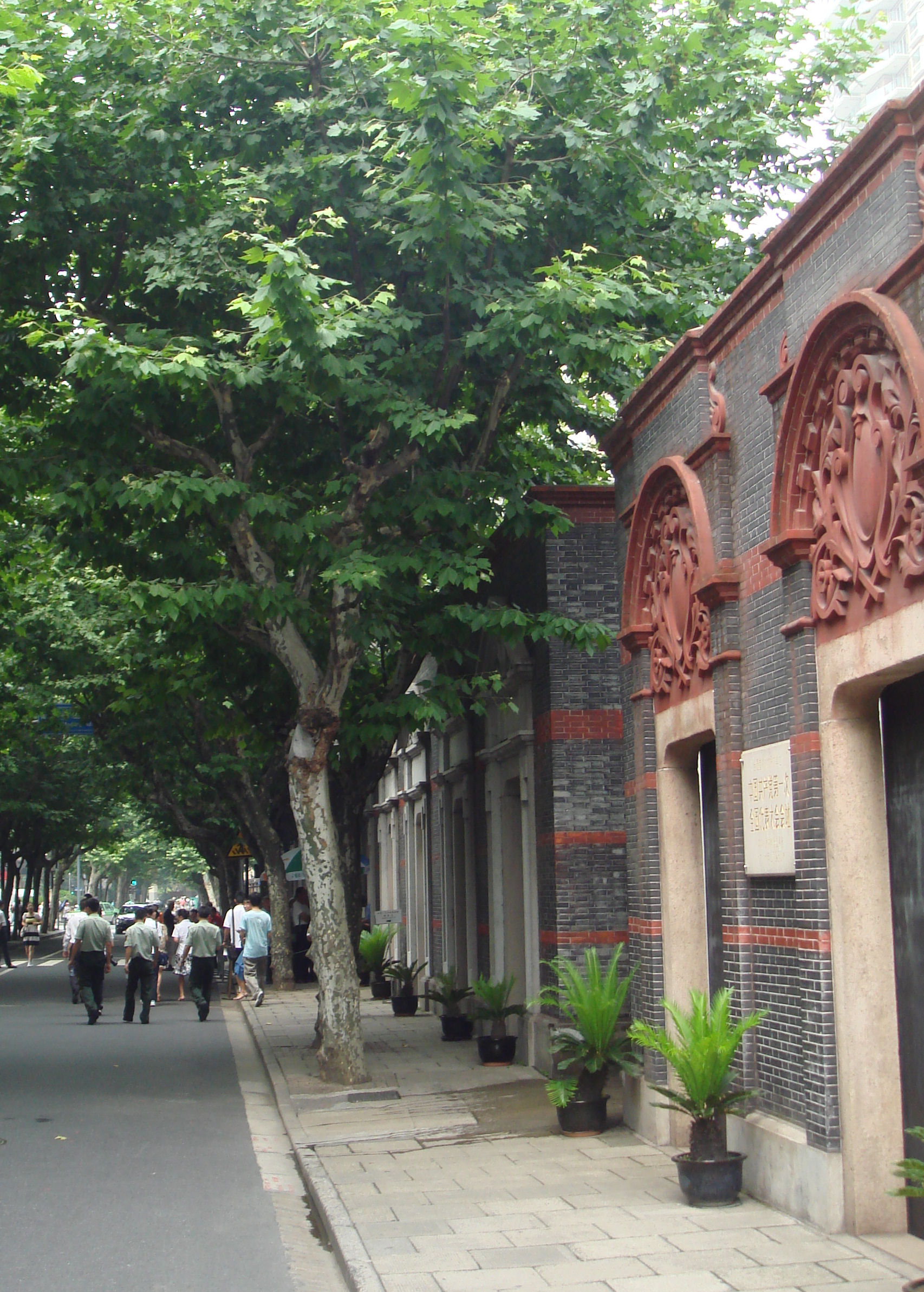

Синьтяньди — пешеходный торгово-развлекательный район Шанхая, застроенный в стиле шикумэнь. Расположен в центре города, на стыке южной стороны средней улицы Хуайхай, южной улицы Хуанпи, улицы Мадан и рядом со станцией метро «Южная улица Хуанпи». Занимает территорию площадью 30 000 м2 с площадью зданий около 60 000 м2
Синьтяньди считается главным туристическим районом Шанхая. Здесь находится Дом-музей первого съезда КПК. В районе множество ресторанов, книжных магазинов и торговых центров. Благодаря развитой инфраструктуре, здесь бурлит ночная жизнь, особенно по выходным, но несмотря на это, Синьтяньди вовсе не шумный район.

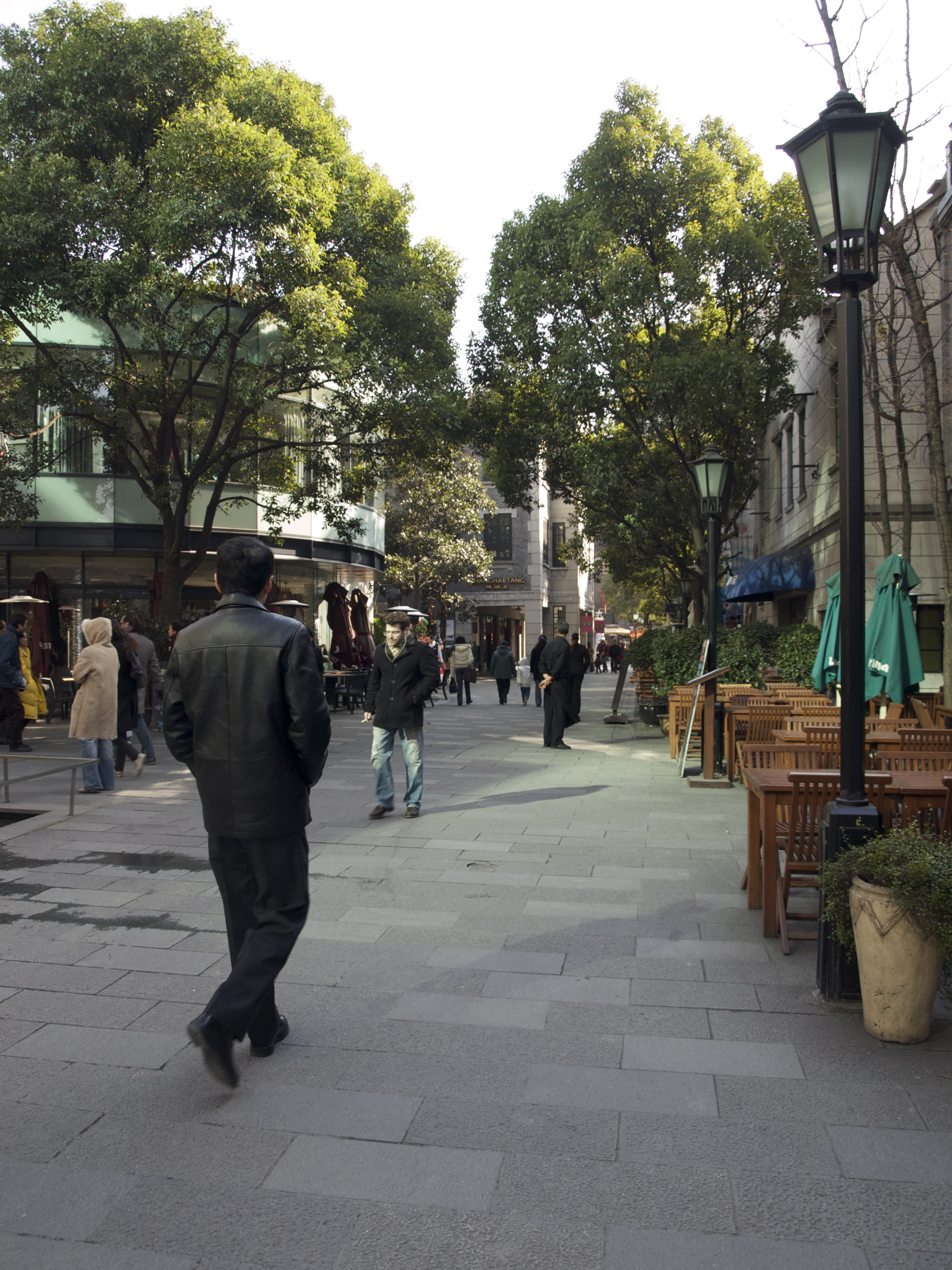